# (39518) 1988 CS4
(39518) 1988 CS4 est un astéroïde de la ceinture principale d'astéroïdes découvert en 1988.

## Description
(39518) 1988 CS4 a été découvert le 13 février 1988 à l'observatoire de La Silla, au Chili, par Eric Walter Elst.

### Caractéristiques orbitales
L'orbite de cet astéroïde est caractérisée par un demi-grand axe de 2,67 ua, un périhélie de 2,55 ua, une excentricité de 0,04 et une inclinaison de 18,94° par rapport à l'écliptique. Du fait de ces caractéristiques, à savoir un demi-grand axe compris entre 2 et 3,2 ua et un périhélie supérieur à 1,666 ua, il est classé, selon la JPL Small-Body Database, comme objet de la ceinture principale d'astéroïdes.

### Caractéristiques physiques
(39518) 1988 CS4 a une magnitude absolue (H) de 14,2 et un albédo estimé à 0,086.